# 阿尔布河畔沙泽勒
阿尔布河畔沙泽勒（法語：Chazelles-sur-Albe，法語發音：[ʃazɛl syʁ alb]）是法国默尔特-摩泽尔省的一个市镇，位于该省东南部，属于吕内维尔区。

## 地理
阿尔布河畔沙泽勒（48°35'23"N, 6°46'45"E）面积3.39 平方千米，位于法国大東部大區默尔特-摩泽尔省，该省份为法国东北部内陆省份，是洛林的一部分，北邻比利时、卢森堡，北起顺时针与摩泽尔省、下莱茵省、孚日省和默兹省接壤。
与阿尔布河畔沙泽勒接壤的市镇（或旧市镇、城区）包括：欧特勒皮埃尔、沃祖兹河畔多梅夫尔、贡德雷克松、雷永、圣马丹、韦尔德纳勒。

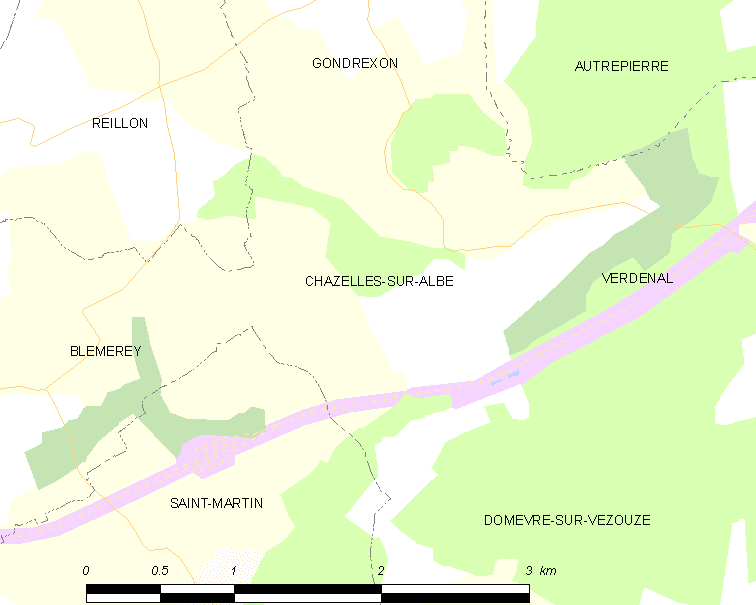
阿尔布河畔沙泽勒的OSM定位图

阿尔布河畔沙泽勒的时区为UTC+01:00、UTC+02:00（夏令时）。

## 行政
阿尔布河畔沙泽勒的邮政编码为54450，INSEE市镇编码为54124。

## 政治
阿尔布河畔沙泽勒所属的省级选区为巴卡拉县。

## 人口

1962-2008年间阿尔布河畔沙泽勒人口变化图示

阿尔布河畔沙泽勒于2022年1月1日时的人口数量为49人。